# 충북지방병무청
충북지방병무청(忠北地方兵務廳, Chungbuk Regional Military Manpower Administration)은 충청북도 지역의 징집·소집 그 밖에 병무 행정에 관한 사무를 관장하는 대한민국 병무청의 소속기관이다. 1998년 2월 28일 발족하였으며, 충청북도 청주시 서원구 남사로 33에 위치하고 있다. 청장은 고위공무원단 나등급에 속하는 일반직공무원으로 보하되, 임기제공무원으로 보할 수 있다.

## 연혁
- 1962년 10월 31일: 국방부 소속 충청북도병무청으로 개편.[2]
- 1970년 8월 20일: 병무청 소속 충청북도지방병무청으로 개편.[3]
- 1981년 11월 2일: 대전지방병무청 소속 청주병무지청으로 개편.[4]
- 1984년 12월 10일: 청주지방병무청으로 승격.[5]
- 1998년 2월 28일: 충북지방병무청으로 개편.[6]
- 2019년 7월 22일: 제37대 이재각 충북지방병무청장 취임

## 관할구역
- 충청북도

## 조직

### 청장
- 운영지원과[7]
- 병역판정검사과[8]
- 현역입영과[9]
- 동원관리과[9]
- 사회복무과[9]
- 고객지원과[10]